# 프란츠 폰 주페

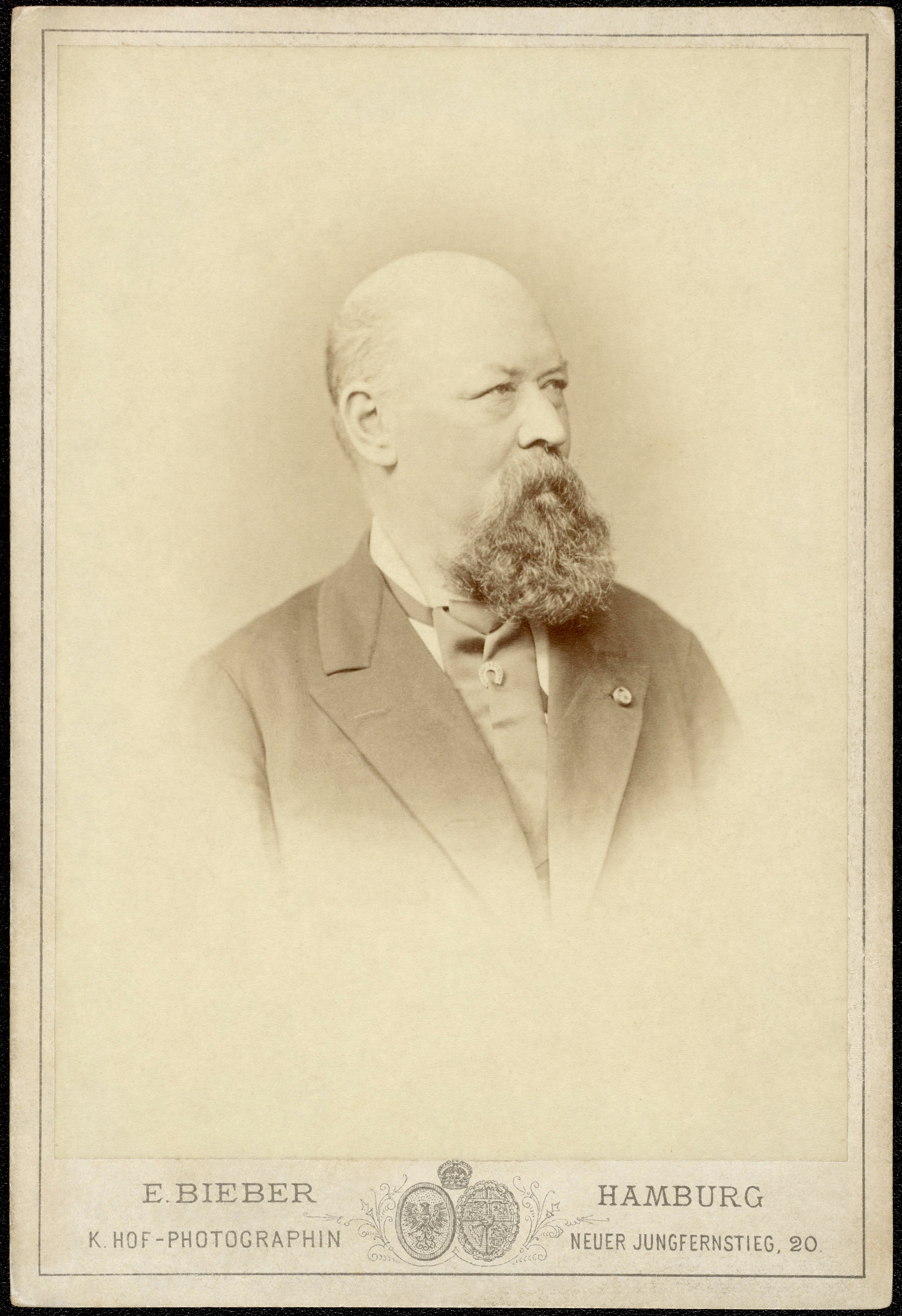
프란츠 폰 주페.

프란츠 폰 주페(Franz von Suppe, 1819년 4월 18일 ~ 1895년)는 오스트리아의 작곡가이자 지휘자다.
1860년부터 전성기를 맞아 지휘자 및 작곡가로서 크게 활약하였다. 이탈리아의 단순하고 명랑한 선율과 빈의 우아한 분위기를 잘 섞은 그의 오페레타는 세계적으로 유명해졌다. 211곡이나 되는 오페레타, 희극의 부수음악, 발레 음악을 작곡했다. 대표 작품으로 《경기병 서곡》, 《시인과 농부》, 《보카치오》, 《아름다운 갈라테아》 등이 있다.